# Allodioxys schulthessi
Allodioxys schulthessi là một loài Hymenoptera trong họ Megachilidae. Loài này được Popov mô tả khoa học năm 1936.